# Lettere a Svetonio
Lettere a Svetonio è una raccolta di missive (2003–2007) del capomafia Matteo Messina Denaro (1962–2023) dirette a un ex sindaco di Castelvetrano che corrispondeva con lui nei panni di agente dei servizi segreti (ex SISDe).
Pubblicato da Stampa Alternativa nel 2008, è il primo libro interamente dedicato al boss siciliano, a cura di Salvatore Mugno, che delinea una figura di criminale-scrittore

## Contenuti
Il volume analizza i contenuti dell'epistolario, a tratti vittimistico ma più spesso altero, sia sotto il profilo penale che, soprattutto, nei suoi lineamenti e nelle sue suggestioni letterarie, in quanto il boss riempie i propri testi di citazioni colte e di considerazioni esistenziali concernenti la sua famiglia, i suoi sentimenti, il suo destino, la sua formazione, le sue letture, la sua visione del mondo.
Il curatore inquadra questa propensione di Messina Denaro per le “belle lettere” nel contesto letterario e culturale siciliano e raffronta questa singolare vocazione del capomafia pluriomicida e stragista con quella di noti artisti e autori macchiatisi di gravi delitti, da Edward Bunker a Giuseppe Lo Presti, da Nick Gentile a Jack Black. 
Il libro traccia anche un primo ampio ritratto della figura del killer e del suo curriculum di mafioso ricercato dalle polizie di tutto il mondo.
Il suo “esilio” di latitante dedito anche all'analisi della propria storia personale emerge in molti momenti della sua corrispondenza:
(M. Messina Denaro, Lettere a Svetonio, p. 74)
La cattura del boss, avvenuta a Palermo a opera dei Carabinieri il 16 gennaio 2023, confermò in modo indubbio la sua vocazione, oltre che per il crimine, per la scrittura, in quanto, tra la documentazione rinvenuta presso di lui, nei suoi covi e in altri siti, vi sono diari, brogliacci e circa un migliaio di circostanziati “pizzini”, in entrata e in uscita, nei quali egli si intrattiene coi suoi corrispondenti sui più disparati temi dell'esistenza, inclusa la sua vita di mafioso e di latitante.